# Le Magny (Indre)
Le Magny település Franciaországban, Indre megyében. Lakosainak száma 1015 fő (2022. január 1.). Le Magny Briantes, Chassignolles, La Châtre, Montgivray, Pouligny-Saint-Martin és Sarzay községekkel határos.

## Népesség
A település népességének változása:
| Lakosok száma | 479  | 752  | 860  | 956  | 1064 | 1080 | 1085 | 1054 | 1038 | 1015 |
|               | 1968 | 1982 | 1990 | 2006 | 2013 | 2015 | 2017 | 2019 | 2020 | 2022 |